# ريتشل جاكوبس
ريتشل جاكوبس (بالإنجليزية: Rachel Jacobs)‏ هي سيدة أعمال أمريكية، ولدت في 3 أكتوبر 1975 في هنتنغتون وودز في الولايات المتحدة، وتوفيت في 12 مايو 2015 في فيلادلفيا في الولايات المتحدة.